# Арчер, Гарет
Гарет Стюарт Арчер (англ. Garath Stuart Archer, родился 15 декабря 1974 года в Дареме) — английский регбист, выступавший на позиции замка (лока); позже — гребец (гребля в помещениях).

## Биография

### Ранние годы
Отец Гарета — регбист, выступал за команду «Ньюкасл Госфорт» на позиции крыльевого в 1970-е годы. Гарет увлекался больше футболом, однако в школе увлёкся регби, отчасти благодаря тому, что отец его привёл однажды на тренировку клуба «Уэстоу», а отчасти потому, что был выше и мощнее своих сверстников по комплекции. Он попал в сборную Англии до 16 лет и затем выступал на всех уровнях, пока не пришёл в основную сборную.
По профессии Арчер был плотником, выступая за любительские клубы «Дарем Сити» и «Ньюкасл Госфорт». Воинскую службу в Британской армии проходил в Дорсете в середине 1990-х годов, что стало причиной того, что он провёл много времени в Бристоле.

### Профессиональная карьера
Арчер выступал за свою карьеру за команды «Бристоль Шоганс» и «Ньюкасл Фэлконс», став одним из тех игроков, кто застал начало эры профессионального регби в Европе. В составе «Ньюкасла» провёл 20 матчей и выиграл чемпионат Англии сезона 1997/1998, что называет важнейшим моментом в своей карьере — в упорной заочной борьбе его команда оказалась сильнее «Сарацин». Пропустил финал Англо-валлийского кубка 2001 года, который выиграл «Бристоль» под руководством Дина Райана, но с «Ньюкаслом» в 2004 году оформил победу в этом же турнире, играя в одной связке с Марком Эндрюсом. Из-за травмы спины преждевременно завершил игровую карьеру. В еврокубках провёл 21 игру, занеся 4 попытки и набрав 20 очков.
В составе сборной Англии Арчер провёл 21 матч. Дебютная игра состоялась 2 марта 1996 года на Кубке пяти наций против Шотландии на шотландском «Маррифилде» и завершилась победой англичан со счётом 18:9 — победу принесли шесть штрафных, успешно реализованных Полом Грейсоном. На том турнире он сыграл также против Ирландии, а англичане завоевали Кубок пяти наций. В 1997 году Арчер отметился пятью матчами, в том числе против новозеландских «Олл Блэкс» (за свою карьеру он сыграл дважды против новозеландцев) и австралийских «уоллабиз». В 1998 году он провёл 8 игр в сборной Англии, а в 1999 году сыграл два матча на Кубке мира в Уэльсе против Фиджи и Тонга. При этом Гарет отмечал, что не был на пике формы во время чемпионата мира, а его сборная не обладала набором игроков для борьбы за победу в то время. Последнюю игру провёл 2 апреля 2000 года против шотландцев снова на «Маррифилде». Причиной его выбывания из сборной стала серьёзная травма, за время которой место Арчера в сборной забронировал Дэнни Грюкок.

### Вне игровой карьеры
По окончании игровой карьеры Арчер занялся профессионально греблей, выступая в так называемой дисциплине «гребля в помещениях» — гребцы управляют специальными гребными машинами, пройденная дистанция фиксируется с помощью оборудования. В 2008 году Арчер стал бронзовым призёром в абсолютном первенстве Англии, а в 2009 году на чемпионате Великобритании одержал победу в абсолютном первенстве, обойдя даже официальных членов сборной Великобритании.